# 弥谷観音堂
弥谷観音堂（いやだにかんのんどう）は徳島県阿南市福井町に所在する仏堂。本尊は如意輪観音。四国八十八箇所二十二番札所平等寺奥の院。那賀郡坂東三十三ヶ所観音霊場一番札所。

## 歴史
伝承によれば、延暦12年（793年）空海（弘法大師）が19歳の時、この地を訪れ岩肌に如意輪観音を刻みつけ17日間の厄除けの護摩供養をしたのが起こりであるという。空海は満願の日に七不思議を残して立ち去ったと言われる。
昭和30年代（1955年 - 1964年）までは、現在の地より下方に祖谷山 明宝院という寺院が存在していたが、焼亡し廃寺となっていた。
平成6年（1994年）、福井ダムの治水工事に伴い観音堂を再興し現在の地に移設した。観音堂の下には公園とトイレが設置されていたが、現在トイレは撤去されており、特に歩きでの巡礼者には不便な状態となっている。
管理及び納経は真光寺が行っており、寺に出向くか観音堂での納経を依頼する。

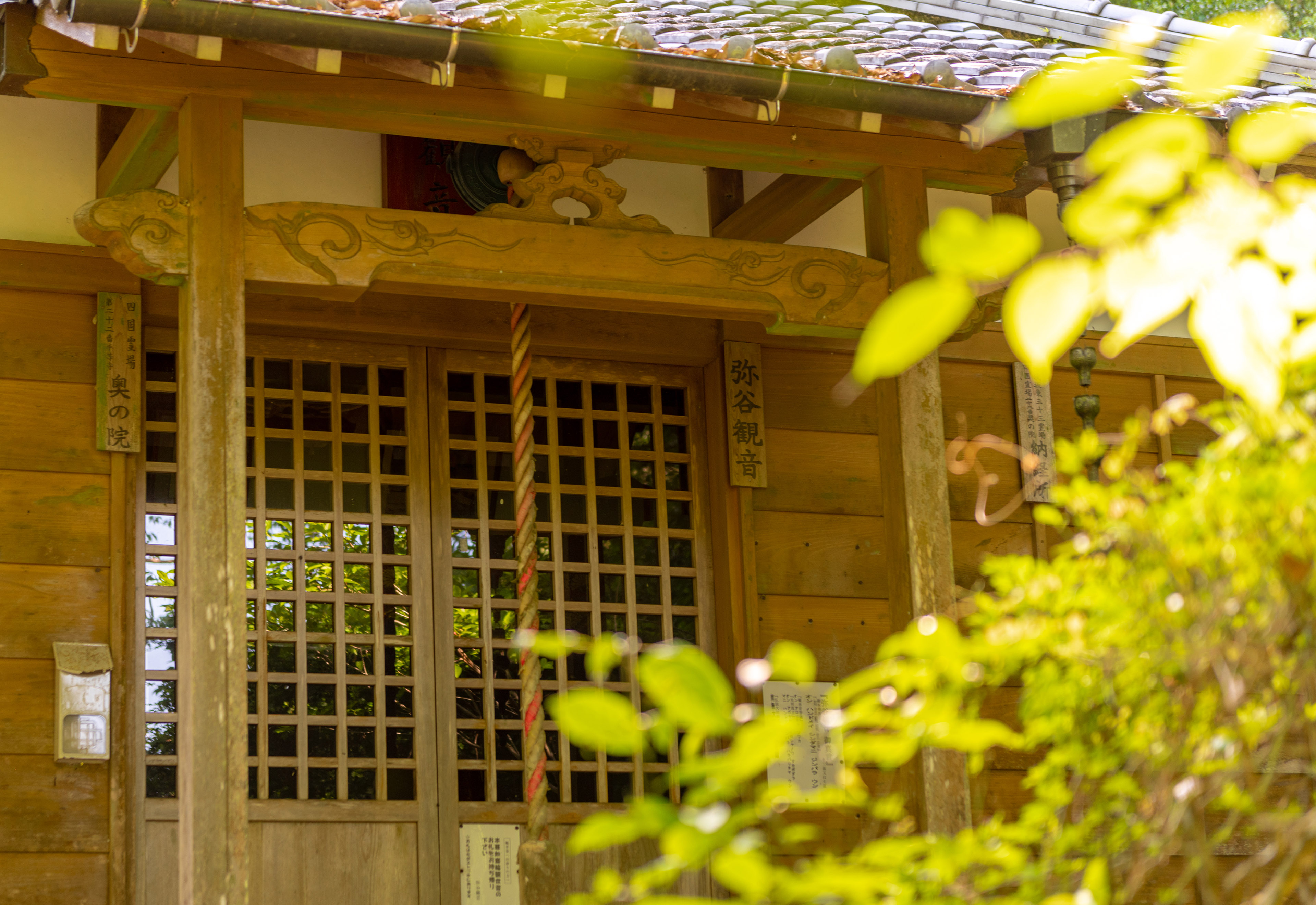
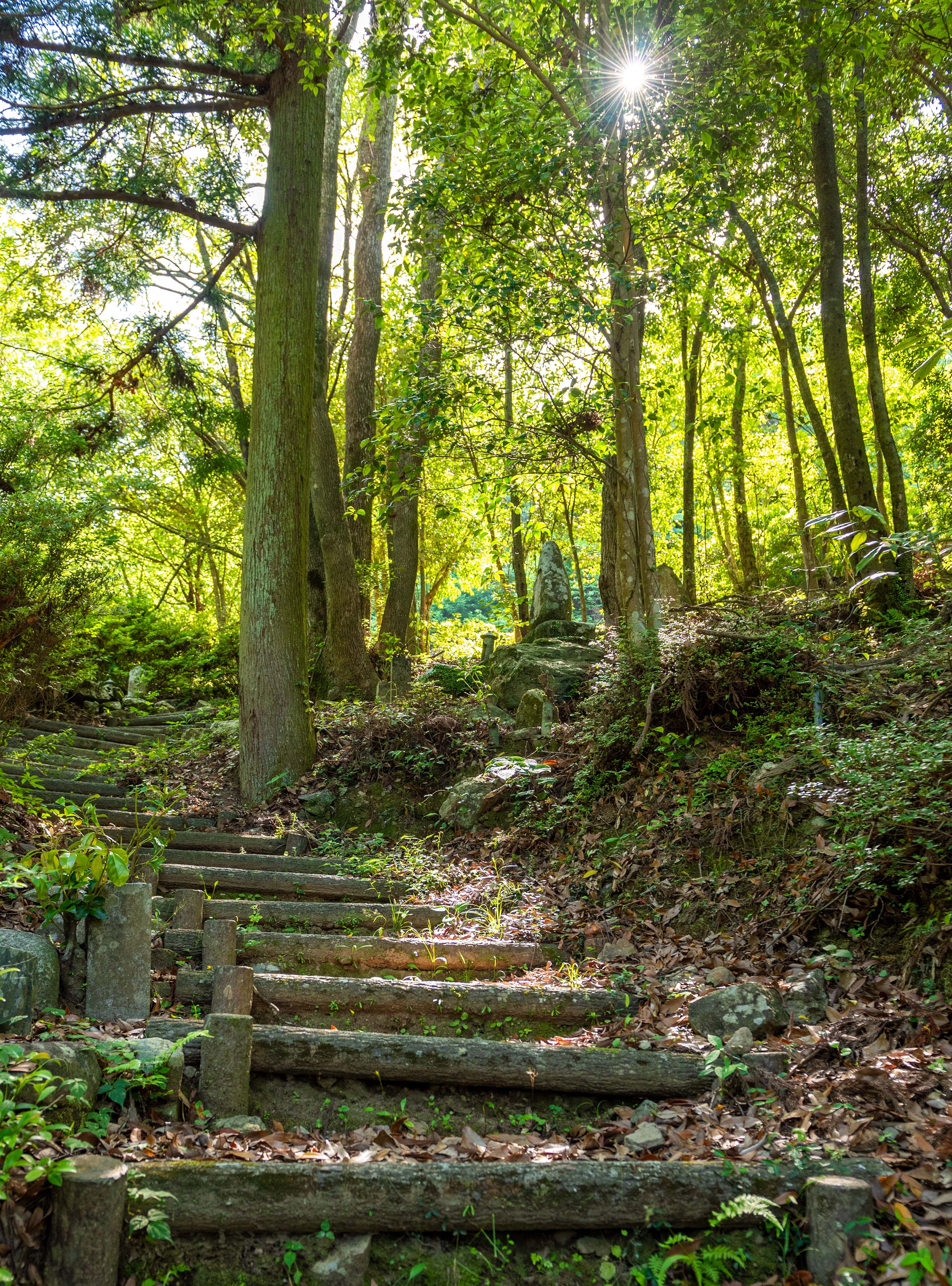
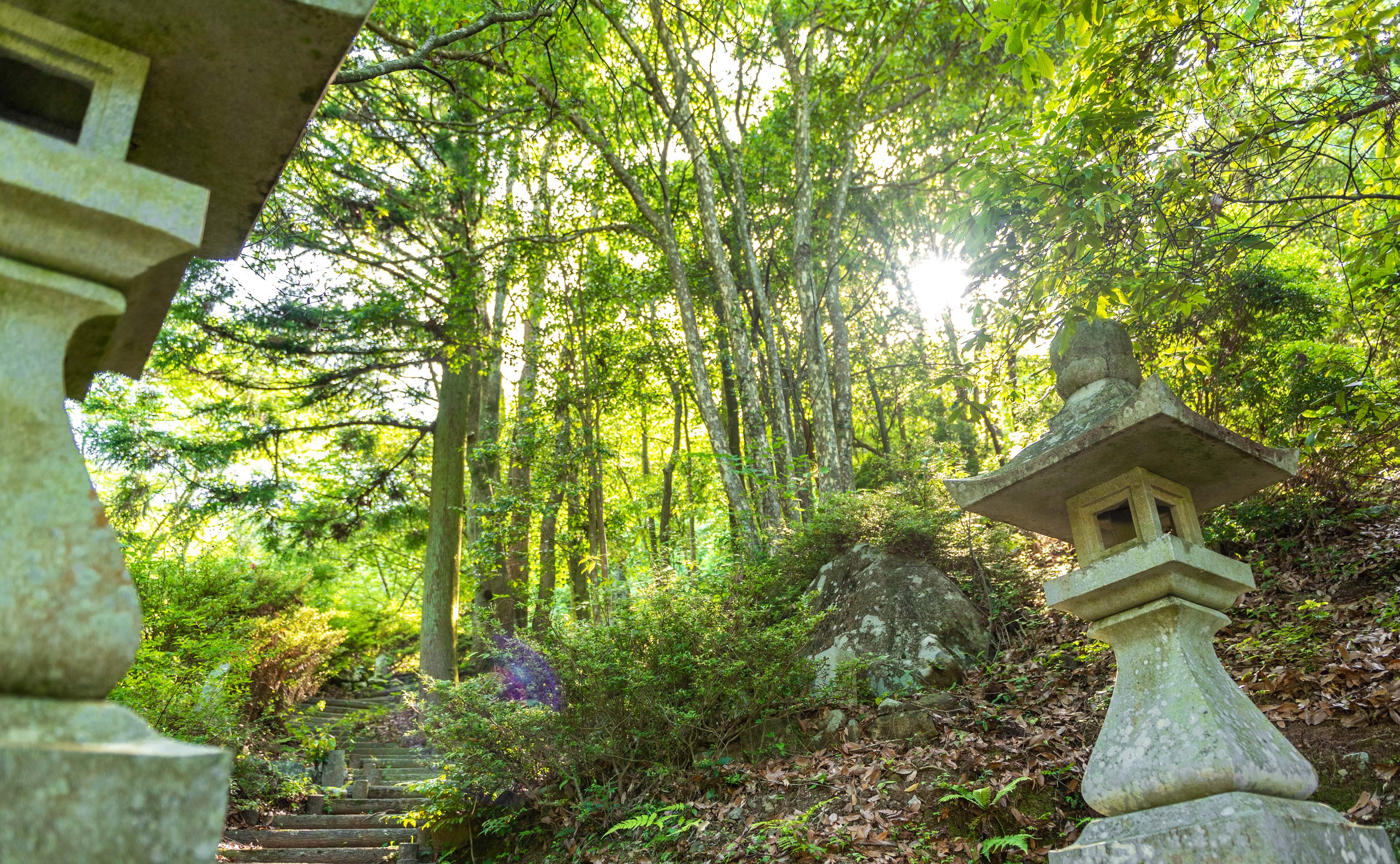

## 弥谷観音の七不思議
- 不二地蔵
- 竺地蔵
- 四寸通し
- 硯石
- ゆるぎ石
- 日天月天の跡
- 胎内くぐり

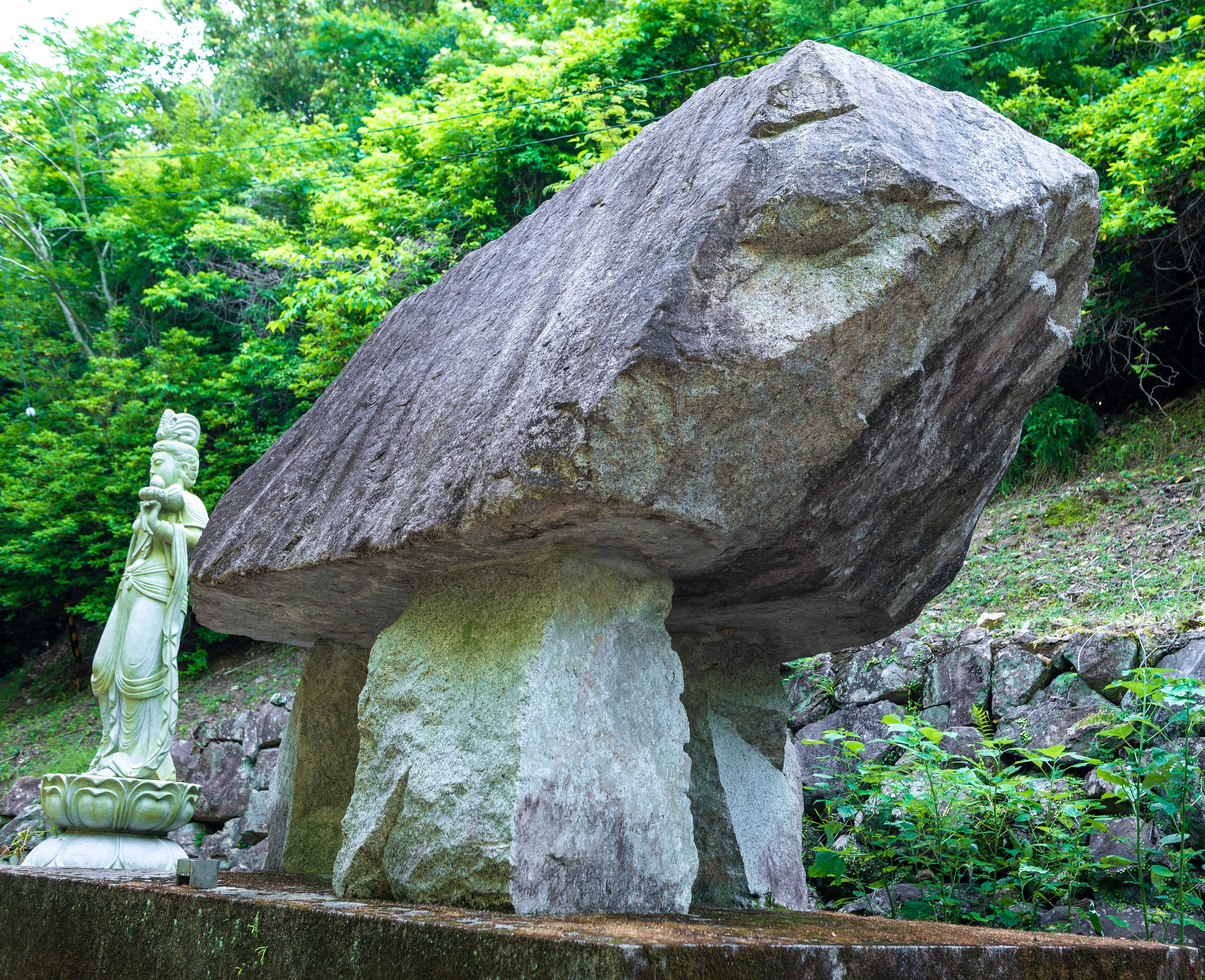
ゆるぎ医師
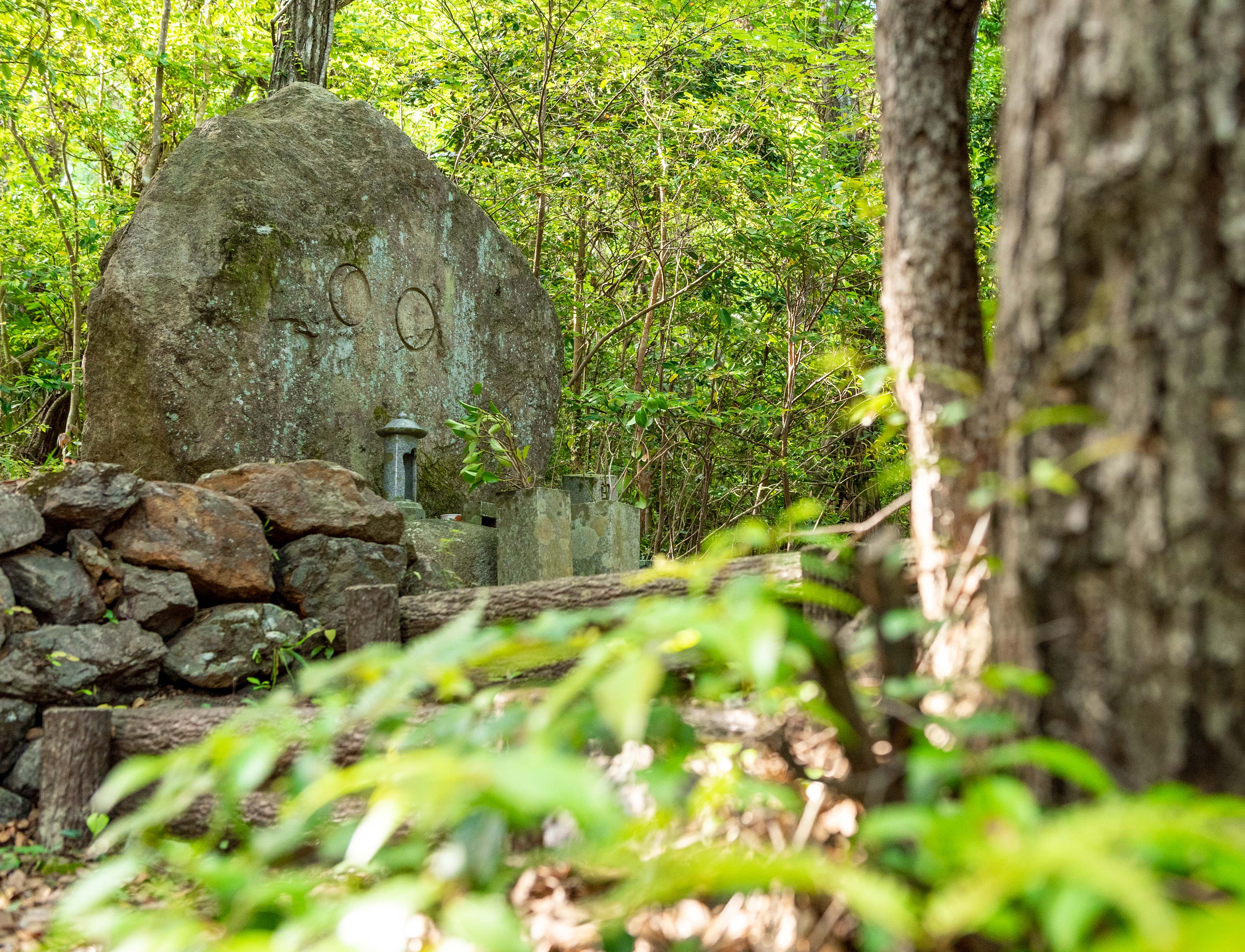
日天月天
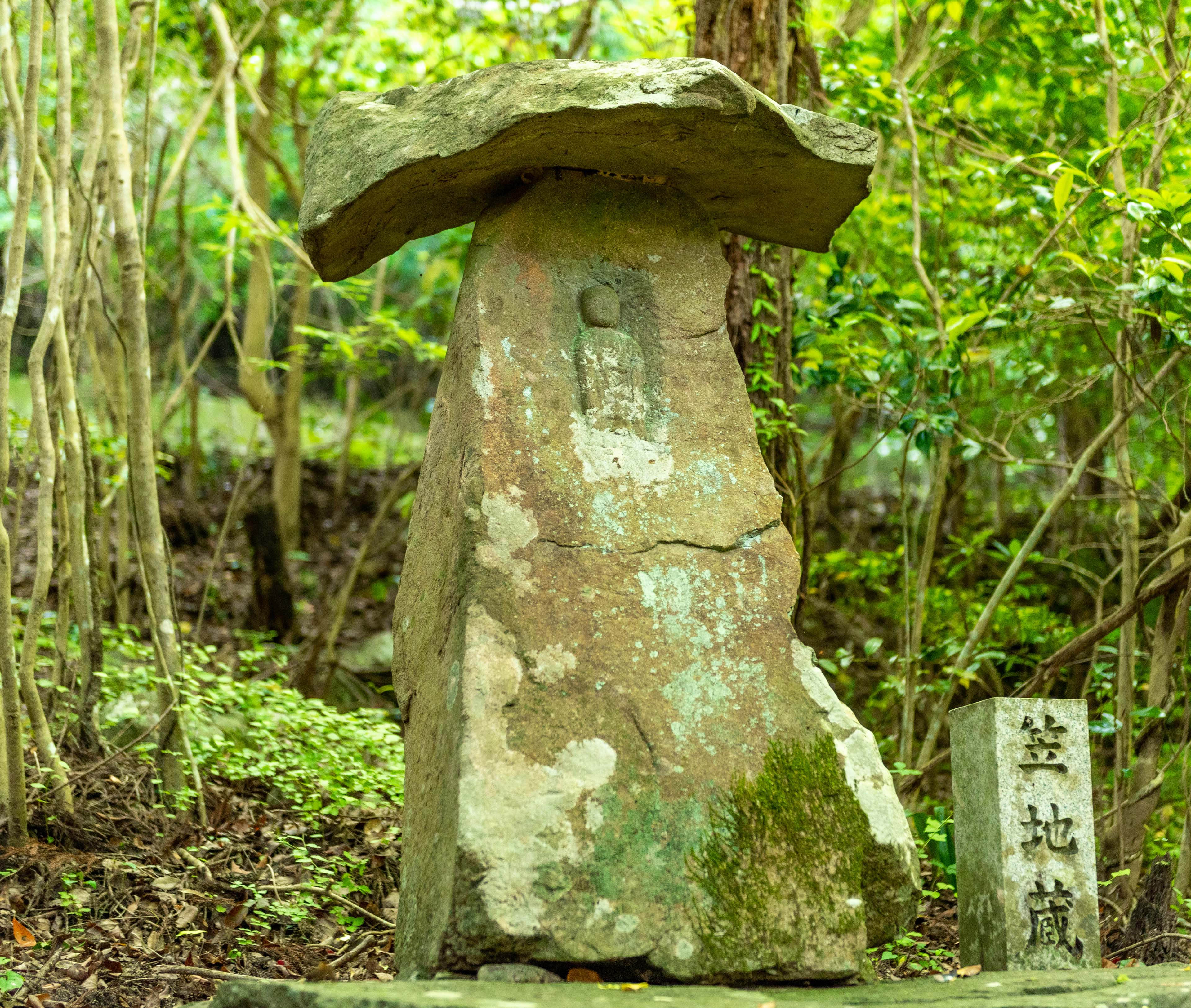
笠地蔵
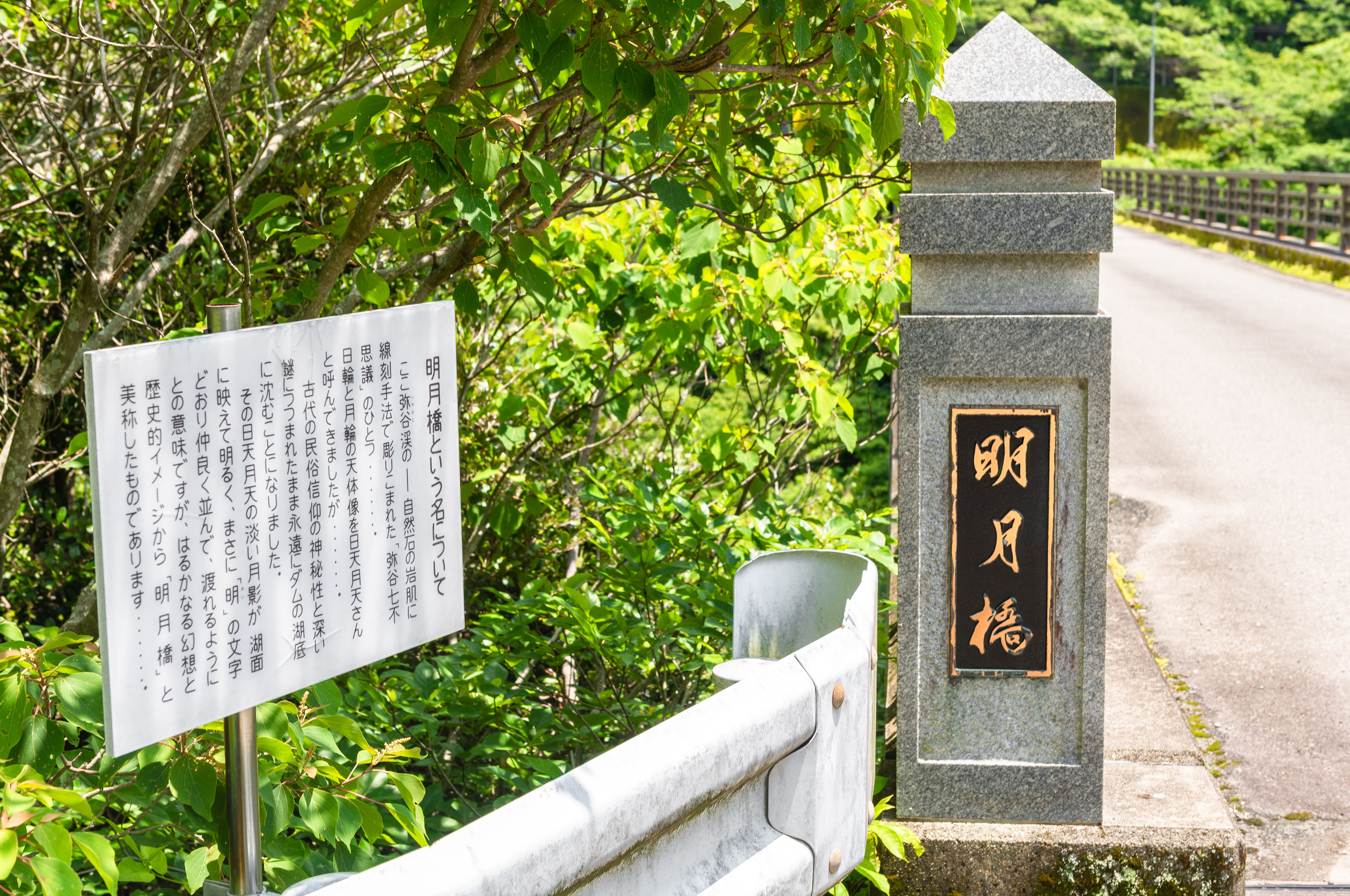
七不思議にちなむ名が付けられた 明月橋（福井ダム湖）

## 前後の札所
四国八十八箇所
22 平等寺 --- 22番奥の院 月夜御水大師 --- 鉦打大師・鉦打坂薬師 --- 22番奥の院 弥谷観音堂 --- 23 薬王寺